# Villa Faraldi
Villa Faraldi är en ort och kommun i provinsen Imperia i regionen Ligurien i Italien. Kommunen hade 474 invånare (2018).